# Adelbert von Deyen
Adelbert von Deyen (* 25. Oktober 1953 in Süderbrarup, Schleswig-Holstein; † 13. Februar 2018 in Steinbergkirche) war ein deutscher Musiker, Komponist, Maler und Grafiker.

## Leben
Adelbert von Deyen zeichnete, malte (mit Ölfarben) und musizierte (Violine, Trompete, Gitarre) schon als Kind. Der vielseitige Künstler erlernte in Flensburg den Beruf des Positiv-Retuscheurs und absolvierte später Umschulungen zum Farblithografen und DTP-Grafiker.  Erste Experimente und Erfahrungen mit der elektronischen Musik machte von Deyen in den 1970er-Jahren bei Sessions mit Dieter Schütz in dessen Heimstudio, bevor er 1978 seine erste Solo-LP Sternzeit produzierte. War der Einfluss der Berliner Schule anfangs noch deutlich hörbar, änderte sich von Deyens Musik im Laufe der Zeit über Klänge und Songs, die stilistisch an Pink Floyd erinnern (Eclipse), bis hin zum elektronisch erzeugten, lyrischen Poprock (Impressions). Hier brachte er denn auch seine selbst gesungenen Texte mit ein. Von 1978 bis 1983 gab von Deyen rund 50 Konzerte, ausschließlich in Deutschland und überwiegend in der Club-Szene. Bis zu zwölf Synthesizer und Keyboards sowie eine Stromkapazität von 10.000 Watt waren erforderlich, um die elektronischen Klanggemälde akustisch und visuell mit Licht, Dias, Filmen (unter anderem von der ersten bemannten Mondlandung) und Trockeneis-Nebel auf die Bühne zu bringen.
In dieser Zeit arbeitete er als Solist der elektronischen Musik bei Schallplatten-Produktionen gelegentlich mit anderen Musikern zusammen. Zabba Lindner aus Hamburg spielte Schlagzeug, Robbi Hohensee (Kiel) und Uwe Johannsen (Flensburg) gaben ihre Gitarren-Soli dazu und Dieter Schütz aus Sörup spielte auf verschiedenen Instrumenten mit. Dieter Schütz und Adelbert von Deyen verband eine über 20 Jahre lange, tiefe Freundschaft. Gemeinsam waren sie 1985 zu Gast in der Kult-Radiosendung Schwingungen bei Winfrid Trenkler im Westdeutschen Rundfunk Köln. Im Jahre 1991 gründeten die beiden zusammen mit der Sängerin Ulla Witt das Poprock-Trio Deja Vue. Es entstanden einige, zum Teil melancholische Songs. Der plötzliche Tod von Dieter Schütz im September 1991 war für von Deyen Anlass, seine musikalische Laufbahn zu beenden und sich ganz der Malerei zu widmen. Erst im Jahre 2004 konnten sich Ulla Witt und Adelbert von Deyen dazu durchringen, die Tonkonserven von Deja Vue unter dem Titel Nightflight als CD zu veröffentlichen.
Viele Jahre arbeitete von Deyen auch als Retuscheur, Lithograf und DTP-Grafiker, womit er die Grundlage für seine jetzige Tätigkeit als Kunstmaler schuf, die er seit 1996 professionell ausübt. Im selben Jahr baute er zusammen mit seiner Lebensgefährtin Nadja Boddin ein Wohn- und Atelierhaus in Steinbergkirche an der Ostsee. Mittlerweile ist von Deyen einer der bekanntesten regionalen Maler im Kreis Schleswig-Flensburg, wo er bisher (Stand: Dezember 2014) über 60 Ausstellungen präsentierte. Thematisch befasst er sich hauptsächlich mit der bildlichen Darstellung der Landschaft Angeln und der Ostseeküste im realistischen Stil. Seit 1994 veröffentlicht von Deyen jährlich einen Kalender mit Landschaftsbildern. 2003 erschien seine Autobiografie in Verbindung mit einer umfangreichen, gedruckten Werkschau. Das Œuvre des Malers Adelbert von Deyen umfasst inzwischen etwa 600 Ölgemälde, Aquarelle, Pastelle und Zeichnungen, von denen sich die weitaus meisten im öffentlichen und privaten Besitz befinden.
Seit 2006 musizierte von Deyen wieder, wenn auch nur nebenher und sporadisch, und gab im Juni des Jahres mit Painted Black nach fast 20 Jahren ein neues Solo-Album mit elektronischer Musik heraus. Es ist ein sehr persönliches Album, auf dem er einen erneuten Schicksalsschlag mental verarbeitet hat. Die Musik ist manchmal lebensfroh und heiter (an Monkey Island erinnernd), aber wiederum auch schwermütig und melancholisch. Im Mai 2007 veröffentlichte von Deyen unter Mitwirkung von Henrik Petersen (E-Gitarre) und Stefanie Kahl (Gesang) die CD Rosegarden – rhythmusbetonter, sphärischer und zugleich kraftvoller Elektronik-Rock mit psychedelischem Einfluss. Unter dem Titel Old Fashioned erschien im September 2009 das aktuelle Album mit fünf neuen Instrumentalstücken von Adelbert von Deyen und fünf bislang unveröffentlichten Tracks von Dieter Schütz anlässlich dessen achtzehnten Todestages als limitierte Erstauflage von 100 CDs in 24 Karat Gold.
Sämtliche LPs und CDs bis einschließlich 1992 sind auf dem deutschen Sky-Label im Musikverlag German News in Hamburg erschienen. Bei den anschließenden Veröffentlichungen handelt es sich um Eigenproduktionen im Selbstverlag.

## Bibliografie
- Adelbert von Deyen: Bilder meines Lebens – Autobiographie und Werkschau eines Künstlermenschen. 2003.
- Peter Hamisch: Adelbert von Deyen – malender Chronist Angelns. in: Jahrbuch des Heimatvereins der Landschaft Angeln., 69. Jahrgang, Seite 226–232, 2005.

## Diskografie
- Sternzeit (1978)
- Nordborg (1979)
- Atmosphere (1980)
- Eclipse (1981)
- Planetary (1982)
- Inventions (mit Dieter Schütz, 1983)
- Live (1984)
- Impressions (1985)
- Dreamdancer (1987)
- Sunset (Best Of - Sampler, 1992)
- Nightflight (mit „Deja Vue“, 2004)
- Painted Black (2006)
- Rosegarden (2007)
- Old Fashioned (mit Dieter Schütz, 2009)